# Pastebin
Pastebin или сајт за чување текста је тип услуге за хостинг садржаја на мрежи где корисници могу да смештају обичан текст, на пример: исечке изворног кода за преглед кода путем ИРЦ-а. Прва услуга ове намене био је истоимени pastebin.com. Појавили су се и други веб-сајтови са истом функционалношћу, а доступно је и неколико скрипти отвореног кода. Овај тип услуге може омогућити коментарисање где читаоци могу да објављују повратне информације директно на страницу. GitHub Gists представља посебну врсту овог типа услуге са контролом верзије. 